# 197856 Тафельмузік
197856 Тафельмузік (197856 Tafelmusik) — астероїд головного поясу, відкритий 21 серпня 2004 року.
Тіссеранів параметр щодо Юпітера — 3,464.